# Yamaha Majesty 250
Yamaha Majesty 250 – japoński motocykl produkowany od 1996 roku przez Yamaha Motor Company.
Majesty 250 zadebiutował w roku 1996, jako odpowiedź Yamahy na Hondę Helix 250. W 2000 roku motocykl został gruntownie odmłodzony: nadano mu bardziej agresywne i opływowe kształty, powiększono kanapę, zmieniono wskaźniki, zaczęto montować hamulce tarczowe (z zaciskami dwutłoczkowymi) oraz został wydłużony o 3,5 cm. Wersja po liftingu znana jest również jako "Majesty 2"
Dane techniczne:
- Typ silnika: czterosuwowy(SOHC), jednocylindrowy, chłodzony cieczą
- Pojemność: 249,7 cm³
- Skrzynia biegów: automatyczna bezstopniowa CVT
- Moc maksymalna: 22KM przy 7500 obr./min
- Moment obrotowy: 23Nm przy 6250 obr./min
- Średnica x skok: 69,0 x 66,8mm
- Przyśpieszenie do 100km/h (rolki 10g): 7,4s
- Przyśpieszenie do 100km/h (rolki 14g): 11,3s
- Zbiornik paliwa: 12 litrów (w tym 2l rezerwy)
- Gaźnik: TEIKEI Y28V-1E/E
- Świeca: DR8EA
- Długość: 2145mm
- Wysokość: 1350mm
- Szerokość: 770mm
- Ogumienie przód: 110/90-12 (2,0 bar)
- Ogumienie tył: 130/70-12 (2,2 bar)
- Masa (motocykla gotowego do jazdy): 170kg
- Akumulator: 12V, 6.5 Ah